# Gouengo
Gouengo, également orthographié Goengo, est une localité située dans le département de Yalgo de la province du Namentenga dans la région Centre-Nord au Burkina Faso. 

## Géographie
Localité très dispersée entre divers centres d'habitations, Gouengo est située à 6 km au sud de Taparko (et de la route nationale 3) et à environ 20 km au sud du centre de Yalgo, le chef-lieu du département. Le village est traversé par la route nationale 18 allant de Taparko vers Manni puis Bogandé et Fada N'Gourma.

## Économie
L'économie de Gouengo, principalement agro-pastorale, est affectée par la présence au nord de la mine d'or de Taparko exploitée par la compagnie russe  Nordgold, en raison de sa proximité et de la présence de riches filons aurifères sur le territoire villageois exploités depuis 2017,.

## Éducation et santé
Le centre de soins le plus proche de Gouengo est le centre de santé et de promotion sociale (CSPS) de Yalgo tandis que le centre médical (CM) est à Tougouri et que le centre médical avec antenne chirurgicale (CMA) de la province se trouve à Boulsa.